# Gustave Ricouard
Pour les articles homonymes, voir Ricouard.
Marie Joseph Auguste Gaston Ricouard, dit Gustave Ricouard (Talence, 2 novembre 1852 - Paris 8e, 13 mars 1887), est un écrivain et auteur dramatique français.

## Biographie
Directeur de la publication de La Revue réaliste (1879), il a écrit une grande partie de ses œuvres avec Raoul Vast. Ses pièces ont été représentées, entre autres, au Théâtre de l'Ambigu-Comique, au Bouffes-du-Nord, au Théâtre du Palais-Royal et au Théâtre des Nouveautés.

## Œuvres
- Moleskine, comédie en 1 acte, avec Christian de Trogoff, 1876
- Coups de canif, comédie-vaudeville en 3 actes, avec Vast, 1877
- La Croix de l'alcade, opéra-bouffe en 3 actes, avec Vast, musique de Henri Perry, 1878
- Madame Bécart, avec Vast, 1879
- La petite morte, avec Vast, édité en roman-feuilleton dans le Petit Parisien à partir du 2 octobre 1880
- Le Salon réaliste, avec Vast, illustration de Édouard Manet, P. Ollendorff, 1880
- Séraphin et Cie, avec Vast, P. Ollendorff, 1880
- La Haute Pègre, roman, avec Vast, Dentu, 1881
- Le Parisien, pièce en 3 actes, avec Paul Ferrier et Vast, 1881
- La Vieille Garde, avec Vast, P. Ollendorff, 1881
- La Jeune Garde, roman, avec Vast, P. Ollendorff, 1882
- Pour ces dames !..., recueil de nouvelles, avec Vast, C. Marpon et E. Flammarion, 1882
- Les Cerises, comédie-vaudeville en 4 actes, avec Vast, 1882
- La Belle Héritière, roman, avec Raoul Vast, J. Rouff, 1883
- Vierge, avec Vast, P. Ollendorff, 1884
- Le Chef de gare, roman, avec Vast, P. Ollendorff, 1885
- La Femme de chambre, roman, avec Vast, Flammarion, 1886
- La Négresse, roman, avec Vast, Dentu, 1886
- Madame Lavernon, avec Vast, 1887
- La Sirène, avec Vast, 1888
- Les Joies de la paternité, comédie en 3 actes, avec Alexandre Bisson et Vast, 1891